# Хершман, Отто
Отто Хершман (нем. Otto Herschmann; 4 января 1877, Вена — 17 июня 1942, Собибор) — австрийский пловец и фехтовальщик, серебряный призёр летних Олимпийских игр 1896 и 1912.
На I играх 1896 года Хершман участвовал только в заплыве на 100 м вольным стилем. С результатом 1:22,8 он занял второе место, уступив только венгру Альфреду Хайошу.
На следующих играх в 1912 году Хершман уже выступал как фехтовальщик в составе австрийской команды в соревнованиях по сабле. В четвертьфинальных группах его команда по разу обыгрывала Нидерланды и Данию. В полуфинале она обыгрывала Германию и Италию, но проиграла венгерской команде. В финале Австрия снова оказалась слабее Венгрии, но победила у Нидерландов и Богемии и заняла второе место. Во время этих соревнований Хершман был президентом национального олимпийского комитета, и сейчас он считается единственным главой НОК, выигравшим медаль на Олимпийских играх.
Хершман был евреем по национальности. После прихода нацистов к власти в Германии в 1933 году он попал в опалу, и 14 июня 1942 года был арестован и отправлен в концентрационный лагерь Собибор, в котором умер через три дня.
В 1989 году Хершман был посмертно включён в Международный еврейский спортивный зал славы. Также в честь него названа одна из улиц Вены.